# Plectrone sumatrana
Plectrone sumatrana är en skalbaggsart som beskrevs av Willemstein 1972. Plectrone sumatrana ingår i släktet Plectrone och familjen Cetoniidae. Inga underarter finns listade i Catalogue of Life.